# Saulostomus felschei
Saulostomus felschei är en skalbaggsart som beskrevs av Ohaus 1904. Saulostomus felschei ingår i släktet Saulostomus och familjen Rutelidae. Inga underarter finns listade i Catalogue of Life.